# Oční studánka
Oční studánka (německy Augenbrünnel)  je pramen, který se nachází na severním svahu Svince, 1,3 km jihovýchodně od obce Starý Jičín v okrese Nový Jičín v Moravskoslezském kraji, v nadmořské výšce 380 metrů. 

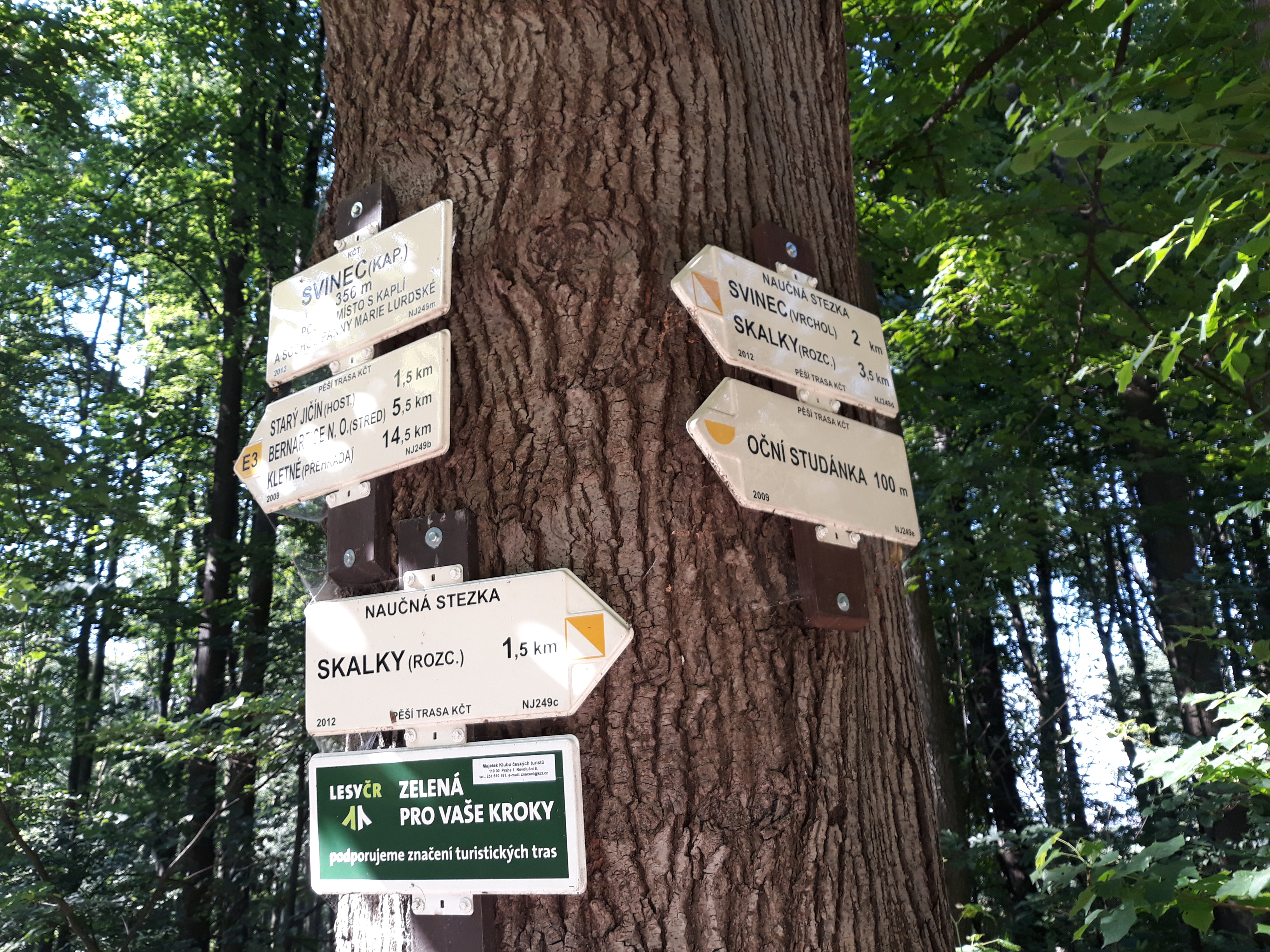
Rozcestník SVINEC (KAP.) Poutní místo s kaplí a sochou Panny Marie Lurdské

## Turistické trasy
Vede zde  žlutá turistická trasa Kletné – Starý Jičín – Oční studánka – Jasenice.

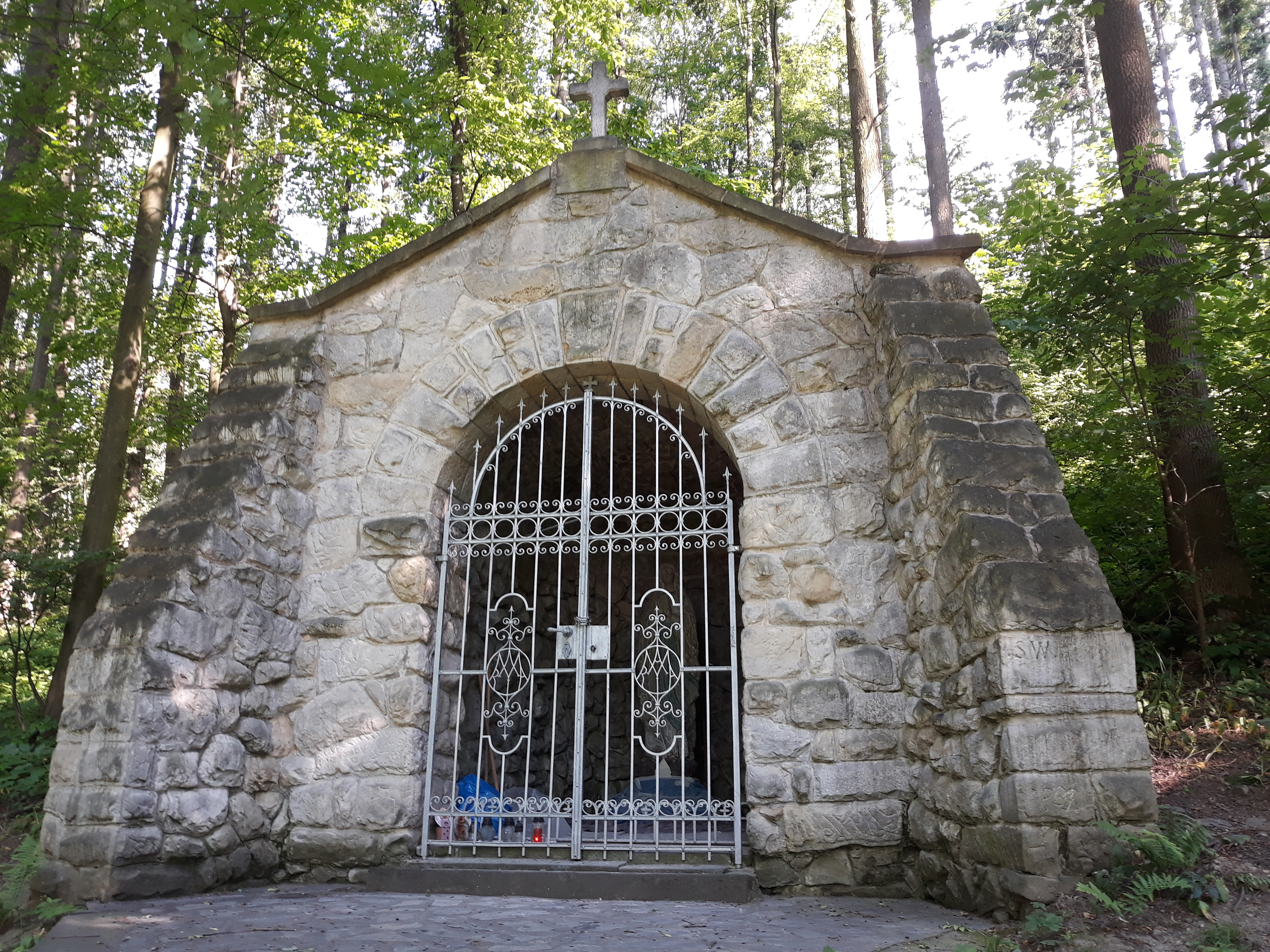
Jeskyně se sochou Panny Marie Lurdské

## Popis
Silně vápenatá voda zdejšího pramene je svedena do kamenem vydlážděného výustního objektu. 
Existuje spousta legend a pověstí, které říkají, že voda ve studánce je zázračná a údajně uzdravila mnoha lidem oči, když si je v její vodě smočili. 
Okolí studánky je tvořeno smíšeným lesem. V její bezprostřední blízkosti se nacházejí dvě kapličky s posezením a přístřeškem k odpočinku. Prostor je pravidelně udržován v dokonalé čistotě.
Denně si sem pro vodu jezdí mnoho lidí, což svědčí o její jedinečné kvalitě a chuti. Toto místo je a vždy bylo častým cílem procházek nejen místních obyvatel, ale i zastávkou turistů navštěvujících a objevujících další zajímavá místa v blízkém okolí. 
Každoročně se zde první neděli v srpnu konají mše svaté při příležitosti zahájení poutního období na Starém Jičíně. Na slavnost svatého Václava, který je patronem Starého Jičína, se z tohoto místa zahajuje tradiční Svatováclavský běh.

## Historie
Do konce druhé světové války se v prostoru Oční studánky nacházel jen upravený výtok pramene vody s obrázkem Panny Marie na dřevěném sloupu. Nyní se zde nachází uměle vytvořená jeskyně se sochou Panny Marie Lurdské postavená Johannem Stieberem v roce 1889 a další kaplička Panny Marie Svatohostýnské postavená starojičínskými farníky po skončení druhé světové válce. 

### Jeskyně se sochou Panny Marie Lurdské
Johann Stieber (1828–1906) byl novojičínský cestovatel a kostelník Španělské kaple, který se na popud zjevení Panny Marie v jihofrancouzských Lurdech rozhodl, tak jako mnoho jiných, navštívit toto poutní místo. Při návštěvě učinil slib, zřídit ve své rodné vlasti tři lurdské jeskyně k poctě Panny Marie. Svůj slib také dodržel a to stavbou lurdských jeskyní právě u Oční studánky (asi 100 m vlevo od studánky ve svahu) na úpatí Svince, další v Petřkovicích u Starého Jičína pod Petřkovskou horou, a také v Zašové u Valašského Meziříčí v místě zvaném Stračka. K vysvěcení kaple u Oční studánky došlo dne 6. října 1889 ve svátek Panny Marie Růžencové. Této významné slavnosti se  zúčastnilo až 7 000 lidí.

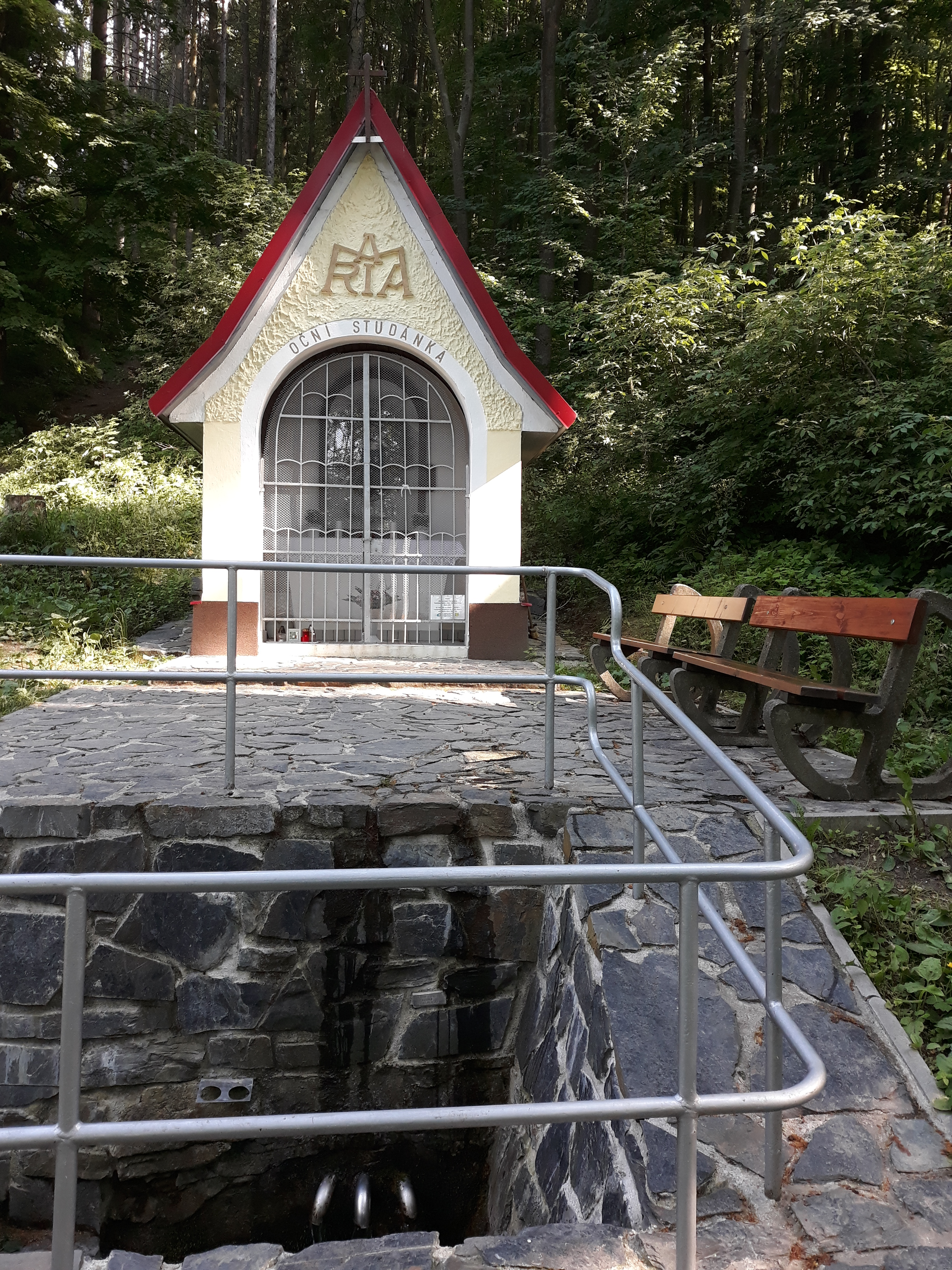
Kaplička Panny Marie Svatohostýnské u Oční studánky

### Kaplička Panny Marie Svatohostýnské
Kapličku Panny Marie Svatohostýnské, která se nachází přímo u Oční studánky, údajně nechal postavit v letech 1946 až 1948 na své náklady pan Antonín Jakůbek z Loučky za splupráce pana P. Františka Janíka, faráře ze Starého Jičína, zedníka Antonína Trefila z Jičiny, Karla Váni a Jana Orlity z Loučky a Jaroslava Korčáka z Jičiny. Pan Antonín Jakůbek byl ve svých mladých letech těžce nemocný a slíbil, že když se uzdraví, nechá postavit kapličku zasvěcenou právě Panně Marii Svatohostýnské, a tak se také stalo. 